# Kapuzinerkloster Langenargen

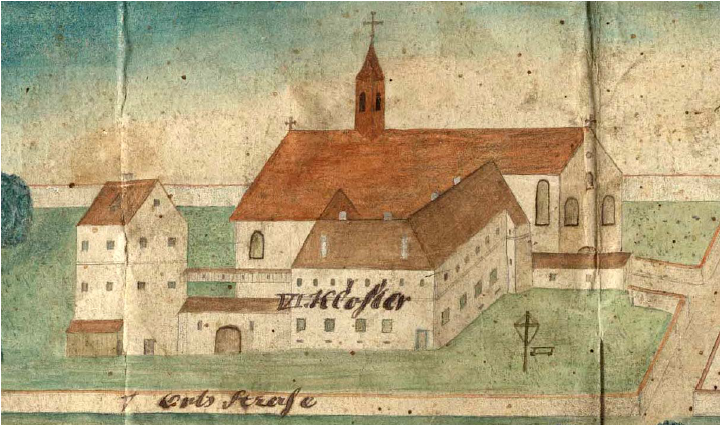
Kapuzinerkloster Langenargen
kolorierte Zeichnung, Anfang 18. Jahrhundert

Das Kapuzinerkloster Langenargen war ein Kloster in Langenargen am Bodensee, dessen ehemaliger Convent heute als Sozialstation und Kindergarten genutzt wird. 

## Geschichte
Im Jahre 1694 ließen sich in Langenargen die ersten Kapuziner auf Betreiben des Hauses Montfort nieder. Von 1696 bis 1697 wurde die Klosterkirche St. Antonius erbaut, welche 1699 durch den Konstanzer Weihbischof Konrad Ferdinand Geist von Wildegg geweiht wurde. Die endgültige Fertigstellung des Klosters erfolgte 1701. Während des Bestehens des Klosters lebten und wirkten dort elf bis zwölf Priester und zwei bis drei Laienbrüder, sowie ein Scholastiker.
1811 wurde das Kloster durch König Friedrich von Württemberg aufgehoben und die letzten verbliebenen Kapuziner nach Wangen umgesiedelt. Im Zuge dessen wurde das Inventar versteigert, darunter auch das regionalgeschichtlich sehr wertvolle Hochaltarblatt der Kapuzinerkirche St. Antonius von J. B. Glückler (Öl/Leinwand, 1698), mit der ältesten Darstellung der Monforter Oberamtsstadt Tettnang.
Nach seinem Verkauf wurde das Kloster bis auf den Convent und die umgebenden Mauern abgerissen. Der Convent wurde bis 1871 als Brauerei und später als Gastwirtschaft genutzt.

## Heutige Nutzung
1915 ging das Gebäude unter Führung von Franziskanerinnen in den Besitz des Elisabethenvereins über, der dort eine Kleinkinder- und Frauenarbeitsschule unterhielt.
1927 werden die Räume von der katholischen Volksschule angemietet. Nachdem die letzten Franziskanerinnen 1981 Langenargen verlassen hatten, übernahm eine Nachfolgeorganisation des Elisabethenvereins das Haus und betreibt die Sozialstation St. Martin, sowie gemeinsam mit der katholischen Kirchengemeinde St. Martinus und der bürgerlichen Gemeinde Langenargen den katholischen Kindergarten „St. Elisabeth“. 
Das Gebäude steht unter Denkmalschutz.